# Gábor Ocskay
Gábor Ocskay (ur. 11 września 1975 w Budapeszcie, zm. 25 marca 2009 w Budapeszcie) – węgierski hokeista, reprezentant Węgier.

## Kariera
- Alba Volán Székesfehérvár (1993–2009)

Przez całą karierę związany z klubem Alba Volán Székesfehérvár.

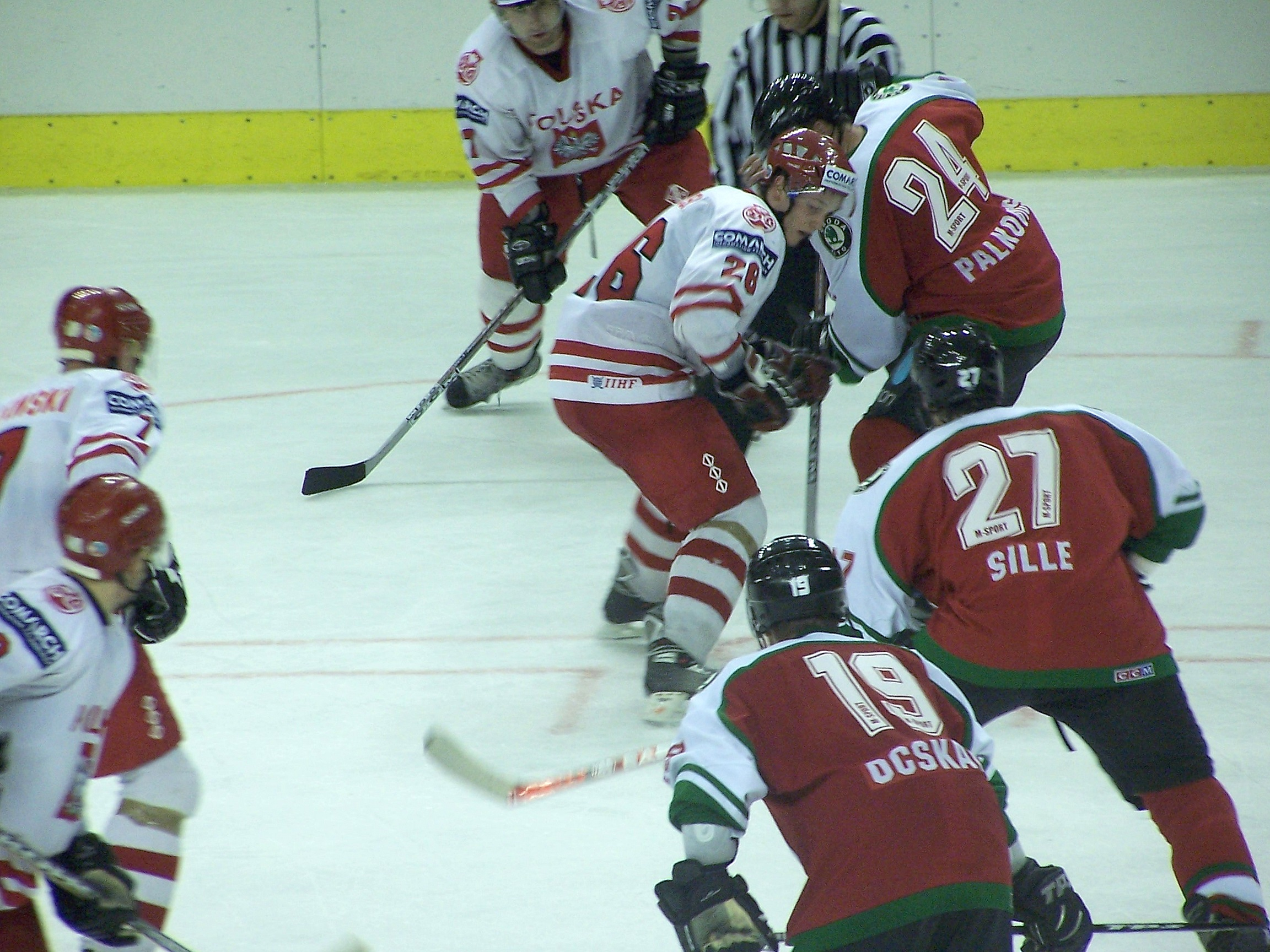
Mecz towarzyski Polska-Węgry, 12 kwietnia 2006 (Arena Sanok). Na pierwszym planie z nr 19 Gábor Ocskay

Gábor Ocskay w reprezentacji Węgier rozegrał 187 spotkań. Brał udział w 16 turniejach o Mistrzostwo Świata, m.in. w 2000 (awans do Dywizji I) i 2008 (awans do Elity).
Gábor Ocskay strzelił inauguracyjnego gola w premierowym meczu w nowo otwartej hali "Arena" w Sanoku podczas meczu towarzyskiego Polska-Węgry 11 kwietnia 2006 (0:1).

## Sukcesy
Klubowe
- Złoty medal mistrzostw Polski: 2001, 2003, 2004, 2005, 2006, 2007, 2008 i 2009 z Albą Volán Székesfehérvár

Indywidualne
- Mistrzostwa Świata w Hokeju na Lodzie 2001/I Dywizja:
  - Trzecie miejsce w klasyfikacji asystentów turnieju: 5 asyst[2]
  - Trzecie miejsce w klasyfikacji kanadyjskiej turnieju: 9 punktów[3]
  - Trzecie miejsce w klasyfikacji +/- turnieju: +8[4]

Wyróżnienia
- Hokeista roku na Węgrzech: 1994, 1995 i 2006

## Śmierć i upamiętnienie
Gábor Ocskay zmarł nagle w nocy z 24 na 25 marca na zawał mięśnia sercowego. Problemy z sercem wykryto u Ocskaya w 2004 roku. Z tego powodu miał czteromiesięczną przerwę w grze.
Trener reprezentacji Węgier, Pat Cortina, stwierdził, że Gábor Ocskay był najciężej pracującym zawodnikiem z jakimkolwiek miał styczność.
Jego klub Alba Volán Székesfehérvár przemianował następnie swoją nazwę na SAPA Fehérvár AV19 (zawarto w niej liczbę "19" dla upamiętnienia Ocskaya, który występował z tym numerem na koszulce).
W 2011 roku pośmiertnie został przyjęty do Galerii Sławy węgierskiego hokeja na lodzie.
W 2015 federacja hokejowa IIHF pośmiertnie wyróżniła Gábora Ocskaya nagrodą Richard „Bibi” Torriani Award (uroczystość odbyła się w maju 2016).